# 塞北三朝
《塞北三朝》是袁腾飞在百家讲坛2009年底录制的一个电视节目，首播于2010年4月17日，共50集，讲述与宋朝同时期的塞北辽金西夏三国的历史。不过，由于袁腾飞批判毛泽东言论在网上曝光，使得金、西夏部分未能播出。2013年6月，袁腾飞在微博中宣布金、夏部分在优酷视频平台上继续播出，其中辽朝部分有重制版本，且节目不再是中央电视台的《百家讲坛》，而改为泰学传媒的《腾飞五千年》系列，同名的书籍也已经由电子工业出版社出版。

## 起源
2008年2月，网上便出现名为“最牛历史老师袁腾飞”为标题的视频，5月底，袁腾飞任职的北京精华学校将其在学校讲授历史课的24段视频发布到优酷网上，视频短小多为片段。其后视频在网民间快速传播，一段讲述“偷袭珍珠港”的视频迄今创下1,900,000的点击数，而各段视频点击总和在3个月内突破千万。他的学生及观看视频的网民将他夸张称为“史上最牛历史老师”。7月，便有北京及其它地区的报社对此事进行报道。

## 集目表

### 辽朝

#### 《百家讲坛》版
1. 白马青牛
2. 统一契丹
3. 太祖建国
4. 断腕太后
5. 上门认爹
6. 谁主中原
7. 祖孙争权
8. 世宗皇帝
9. 残暴睡王
10. 景宗中兴
11. 北宋伐辽
12. 绯闻情报
13. 杨家父子
14. 澶渊之盟
15. 承天太后
16. 后妃之争
17. 太叔之乱
18. 第一奸臣
19. 辽衰金兴
20. 宋金夹击
21. 大石西征
22. 西辽帝国
23. 帝国末日

#### 《腾飞五千年》版
在泰学传媒中的节目辽国重制版只有三十分钟，内容相对百家讲坛有些删减。
1. 契丹八部
2. 契丹统一
3. 太祖建国
4. 断腕太后
5. 上门认爹
6. 入主中原
7. 祖孙争权
8. 宗室作乱
9. 睡王穆宗
10. 景宗中兴
11. 承天太后
12. 妃之争
13. 皇太叔之乱
14. 奸臣乱政
15. 辽衰金兴
16. 宋金攻辽
17. 大石西征
18. 西域称雄
19. 西辽末日

### 西夏

#### 《腾飞五千年》版
1. 党项崛起
2. 固守西北
3. 夹缝求生
4. 关门称帝
5. 西夏建国
6. 延州之战
7. 元昊南侵
8. 宋夏议和
9. 巧施离间计
10. 英武毅宗
11. 五路破宋
12. 大小梁后
13. 左右逢源
14. 分国之乱
15. 西夏灭亡

### 金朝

#### 《百家讲坛》版
因为百家讲坛没有播过金朝，以下内容是根据同名出版的书籍目录总结而成。
1. 女真始祖
2. 景祖兴邦
3. 平服诸部
4. 霸业初成
5. 女真建国
6. 太祖灭辽
7. 金宋败盟
8. 金灭北宋
9. 疯子皇帝
10. 弑君篡位
11. 迁都燕京
12. 海陵伐宋
13. 内忧外患
14. 隆兴和议
15. 北国尧舜
16. 皇孙袭位
17. 由盛转衰
18. 开禧北伐
19. 人头交易
20. 兵临城下
21. 迁都汴京
22. 错上加错
23. 回天无力
24. 困守危城
25. 王朝末路

#### 《腾飞五千年》版
1. 女真始祖
2. 景祖兴邦
3. 平服诸部
4. 霸业初成
5. 女真建国
6. 金兴辽灭
7. 宋金反目
8. 金灭北宋
9. 疯子皇帝
10. 海陵篡位
11. 迁都燕京
12. 海陵伐宋
13. 内忧外患
14. 北国尧舜
15. 皇孙袭位
16. 由盛转衰
17. 兵临城下
18. 迁都汴京
19. 错上加错
20. 回天无力
21. 困守危城
22. 王朝末路

## 参阅
- 袁腾飞
- 《两宋风云》
- 《百家讲坛》